# Бельские (Гедиминовичи)
Бе́льские — угасший княжеский и боярский род, Гедиминовичи, являлись младшей ветвью потомства Владимира Ольгердовича Киевского (III колено от Гедимина). Род внесён в Бархатную книгу.

## Происхождение и история рода
Предки этого рода происходят от потомков первого великого князя Литвы Гедимина от брака с княжной Смоленской Ольгой Всеволодовной, которая и принесла в своём приданом удел крепости Белой. Первым князем Карельским стал сын Гедимина Наримунт, в крещении Глеб, которому новгородцы дали в удел княжеский стол в Кореле, занимаемый до того местными князьями, а также положили уделы ему в Ладоге и Орешке, "ибо сильно убоялись" князей Московских. Кроме того, от отца своего, он получил в уделы княжества Пинское и Мозырьское. Сын его Александр также был князем Ореховецким, а внук Патрикей князем Волынским и Звенигородским. Правнук Александр был князем Стародубским и Карельским, но точно сие не ведомо. От того Патрикея пошли Патрикеевы, Хованские, Щенятьевы, Булгаковы, а от оных Голицыны и Куракины. Внук того Патрикея, Иван Юриевич Патрикеев женился на наследнице императоров Византийских Комнинов — Евдокии Владимировне Ховриной.
У Наримунда Корельскаго был брат Ольгерд, в крещении Александр, младше его на девятнадцать лет, который наследовал отцу своему Великое княжество Литовское. От двух жён у него было множество детей обоего пола, в том числе от княжны Витебской Марии Ярославны сын Владимир, ставший удельным князем Киевским. Младший сын его, Иван, не наследовал княжество Киевское и получил в удел прабабкино приданое, крепость Белую с уделом в Тверской земле. От него и пошли князья Бельские Гедеминовичи. Иван князь Бельский прибыл в Великий Новгород по приглашению новгородцев (14 сентября 1443), отдавших ему в кормление наследство Наримундовых потомков, княжение Карельское, Ореховецкое и Ладожское. Зимой того же года он ходил походом на Нарву и в Ливонию вокруг Чудского озера. Его сын Семён женился на Ирине Ивановне Патрикеевой из рода Наримундова. Вскоре после (1482) перешёл на службу к Московскому Великому князю, жаловался Ивану III на то, что в Литве он терпит большую нужду за греческий закон. Он перешёл на сторону Ивана III с городами Черниговым, Стародубом, Гомелем и Любечем, по поводу которых завязался спор у Москвы с Литвой. По перемирию (1503) Литва признала право владения ими за Москвой.
У Семёна было два брата Ивана, большой и меньшой, и брат Фёдор. Несколько литовских вельмож, в том числе Фёдор Бельский, задумали уйти от великого князя литовского и короля польского Казимира IV и передаться на сторону Великого князя Московского Ивана III (1482). Намерение их открылось, и некоторые из них были казнены. Фёдор Иванович успел бежать в Москву, оставив в Литве жену. Иван III принял Бельского и сделал боярином, но по опале он был сослан в Галич (1493), вследствие оговора в заговоре против Ивана III. Через несколько лет ему возвращена была великокняжеская милость: Иван III требовал у Александра (1495), преемника Казимира IV, возвращения его жены, которую Александр, однако, не отпустил, ответив, что она сама не хочет ехать к мужу. Тогда царь, с разрешения московского митрополита, женил Бельского на своей племяннице, княжне Анне Васильевне Рязанской (1498). Фёдор Бельский послан с войском в Казань, на помощь Абдул-Летифу, которому угрожал шибанский царевич Агалак (1499). Через три года Бельский участвовал в походе Димитрия Ивановича в Литву и в безуспешной осаде Смоленска. Принимал участие в неудачном Казанском походе (1506), под главным начальством того же Димитрия Иоанновича.
У Фёдора было четверо сыновей: Дмитрий, Семён, Григорий, ставший воеводой, и Иван. От сына Григория, Дмитрия Григорьевича, пошли Аксаковы.
Брат его Иван воевода, пожалован в сан боярина (1522), женат на дочери Михаила Даниловича Щенятьева из потомства Наримундова. Его внук Гавриил Иванович Бельский принял постриг под именем Галактиона, убит поляками в Вологде († 24 сентября 1612), причислен к лику святых, в земле Российской просиявших.
Брат их Семён воевода, пожалован в бояре одновременно со своим братом Иваном, вместе с ним находился в ополчении (1522), заседал в Боярской думе, воевода в Коломне (1533), после казни Юрия Ивановича Дмитровского, будучи недоволен правительством, бежал в Литву (1534).
Брат их Дмитрий воевода, послан Василием III в Казань для возведения на казанский престол Шах-Али (1519), пожалован в бояре (1521) и начальствовал над ополчением, высланным против крымского хана Мехмеда I Гирея, вторгнувшегося в пределы Московского княжества. Во время правления Елены Глинской Дмитрий и его братья, как бояре, были членами думы, но положение их изменилось (1534). В этом году братья Димитрия подверглись опале за сношения с князем Юрием Ивановичем Дмитровским, Димитрий Фёдорович, признанный невиновным, оставлен в покое, с успехом водил войска против татар (1540-1541). Не пострадал он и во время правления Шуйских. Когда Иван IV Грозный вынужден отступить с большим уроном от Казани (1550), вина в неудаче вся пала на главного воеводу, Димитрия Бельского, которого обвинили в измене.
У Дмитрия было две дочери и сын, Анастасия была замужем за Василием Михайловичем Захарьиным-Юрьевым, Евдокия замужем за Михаилом Яковлевичем Морозовым.

Сын Иван стоял с большим полком в Калуге, на случай прихода крымских татар (1556), возведён в бояре (1559), воевода на Украине, где отразил нападение крымских татар (1561). После этого похода Иван Грозный заставил князя дать запись в том, что последний не отъедет ни в какое иное государство. Принимал участие в ливонской войне (1563), первый боярин в земщине, обратил в бегство крымского хана (1565). В перехваченных грамотах от польского короля, тот предлагает ему перейти на сторону Сигизмунда II Августа (1567). Во время стремительного нападения Девлета I Гирея на Москву (1571), Бельский с Оки поспешил на спасение столицы и здесь погиб во время пожара. Женат на Марфе Васильевне Шуйской, внучке царевича Казанского Кудайкула, в крещении Петра, причисленного к лику святых, в земле Российской просиявших. Кудайкул женат на княжне Московской Евдокии Ивановне, дочери Ивана III от византийской принцессы Софьи Палеолог. Был внуком Казанского хана Ибрагима, который был внуком хана Золотой Орды Улу-Мухаммеда, внука Тохтамыша.

## Известные представители

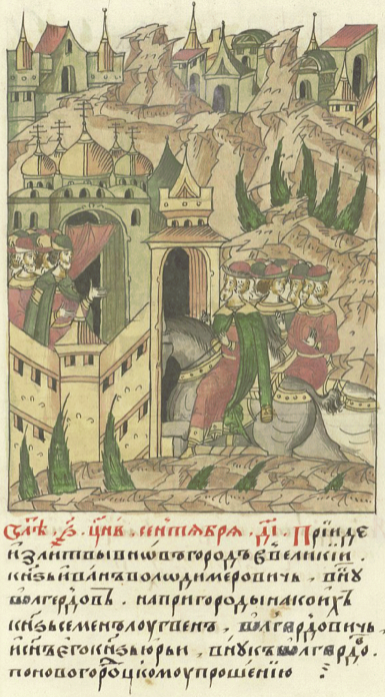
«Иван Владимирович Бельский въезжает в Новгород», Лицевой летописный свод

Фамилия происходит от владения, которое получил Иван Владимирович Бельский, после того, как он был изгнан с Новгородского княжения.
Фёдор Иванович Бельский († около 1505/06), его брат Семён Иванович Бельский († после 1507) «отъехали» в Россию (1482 и 1500), где первый получил удел сначала в западных районах, а затем после опалы (1493) и прощения (1497) в Поволжье. Этими уделами князья Бельские владели (до 1571).
Иван III выдал свою племянницу рязанскую княжну Анну Васильевну за Фёдора Ивановича Бельского (1498). Сыновья от этого брака играли значительную роль в государственной и политической жизни России XVI века: Дмитрий Фёдорович Бельский (упомянут 1521, † 13 января 1551), боярин (с 1530), назначен Василием III регентом при Иване IV (30—40-х годах XVI века) видный военачальник. Иван Фёдорович Бельский (упомянут 1522, убит май 1542 на Белоозере), боярин (с 1534) в опале ( 1534-1538), возглавлял правительство Бельских (с 1540), был «первосоветником» Ивана IV. Свергнут (январь 1542) в результате заговора группировки князей Шуйских. Семён Фёдорович Бельский (упомянут 1522), бежал в Великое княжество Литовское (1534), впоследствии участвовал в войнах против России (1535 и 1541). Иван Дмитриевич Бельский (упомянут 1555, † 24 мая 1571), сын Дмитрия Фёдоровича, государственный и военный деятель, боярин (с 1560), в подвергся кратковременной опале (1562), возглавил Боярскую думу в Земщине (с 1565), участник Земского собора (1566). Погиб со всей семьёй при нападении крымского войска на Москву во время русско-крымской войны 1571—1572 годов. С этого времени род князей Бельских пресёкся. В разное время Бельские занимали выдающееся положение среди русской аристократии и посредством браков породнились с правящей династией.

## Описание герба

#### Гербовник В. А. Дурасова
Герб князей Бельских (старшая ветвь) — это герб великого княжества Литовского (герб Погоня): в червлёном поле скачущий на белом коне рыцарь в серебряных латах, держащий в левой руке серебряный щит, на котором восьмиконечный червлёный крест, а в правой поднятой руке меч. Щит покрыт княжеской мантией и российской княжеской шапкой.